# 莫氏钝塘鳢
莫氏钝塘鳢（学名：Amblyeleotris morishitai），为輻鰭魚綱鰕虎鱼目鰕虎亞目鰕虎科鈍塘鱧屬下的一个种。

## 扩展阅读
- 維基物種上的相關：莫氏钝塘鳢
- WoRMS数据：http://www.marinespecies.org/aphia.php?p=taxdetails&id=405369 （页面存档备份，存于）